# Platja del Morer (Llançà)
La platja del Morer és una platja del municipi de Llançà (Alt Empordà) situada entre la punta del Morer i la platja de les Titarolites, en una zona urbanitzada. Està encarada a llevant, a recer de la tramuntana. Té una longitud de 80 m i una amplada mitjana de 8 m, de sorra gruixuda i còdols, amb un pendent d'entrada a l'aigua fort. S'hi accedeix pel camí de ronda. No disposa de servei de socorrisme, ni altres serveis.